# Región corporativa de Mayaro-Rio Claro
Mayaro-Rio Claro es una región de Trinidad y Tobago.

## Geografía
La región abarca parte de la isla Trinidad y limita al norte con la región de Sangre Grande, al sur con el canal de Colón, al este con el Atlántico y al oeste con las regiones de Couva-Tabaquite-Talparo y Princes Town.

## Organización territorial
Consta de veintisiete localidades:
- Abysinia Village
- Agostini Village
- Biche (parcial)
- Canque
- Charuma Village
- Cocal Estate-Mayaro
- Cushe-Navet
- Deep Ravine-Clear Water
- Ecclesville
- Fonrose Village
- Grand Lagoon
- Guayaguayare
- La Savanne
- Libertville
- Mafeking
- Mainfield
- Mayaro
- Mora Settlement
- Navet Village
- Ortoire
- Plaisance
- Poole
- Radix
- Río Claro
- San Pedro (parcial)
- St. Joseph Village
- Union Village

## Demografía
Datos demográficos de la región de Mayaro-Rio Claro:
| Gráfica de evolución demográfica de Mayaro-Rio Claro entre 2000 y 2011 |
|                                                                        |